# 1201
| 1201               |
| ------------------ |
| Dødsfald - Fødsler |
|                    |

| Gregoriansk kalender | 1201 MCCI               |
| Ab urbe condita      | 1954                    |
| Armensk kalender     | 650 ԹՎ ՈԾ               |
| Kinesiske kalender   | 3897 – 3898 庚申 – 辛酉 |
| Etiopisk kalender    | 1193 – 1194             |
| Jødisk kalender      | 4961 – 4962             |
| Hindukalendere       |                         |
| - Vikram Samvat      | 1256 – 1257             |
| - Shaka Samvat       | 1123 – 1124             |
| - Kali Yuga          | 4302 – 4303             |
| Iransk kalender      | 579 – 580               |
| Islamisk kalender    | 597 – 598               |

Konge i Danmark: Knud 6. 1182-1202
Se også 1201 (tal)

## Begivenheder
- Hertug Valdemar af Slesvig, den senere kong Valdemar 2. Sejr angriber og erobrer Holsten.
- Knud 6. fængsler de lübske købmænd på sildemarkedet i Skanør, og beslaglægger deres skibe.
- Opførelsen af Århus Domkirke påbegyndes . Den er færdigbygget omkring 1263. Er formentlig det første teglstensbyggeri i Nørrejylland.
- Anders Sunesen bliver ærkebiskop i Lund

## Dødsfald
- 21. marts – Absalon, dansk biskop og ærkebiskop (født ca. 1128).